# Ascophyllum
Genre
Ascophyllum est un genre d'algues brunes de la famille des Fucaceae.
Ce genre ne comprend actuellement qu'une seule espèce, Ascophyllum nodosum, qui est aussi l'espèce-type (l'holotype).
Ce qui fut autrefois considéré comme une espèce distincte, Ascophyllum mackayi, s'est révélé n'être qu'une forme de développement d'Ascophyllum nodosum à partir de fragments flottants maintenus en situation très abritée comme au fond des lochs écossais.

## Étymologie
Le nom Ascophyllum, vient du grec ἀσκός, askós,  « outre ; asque », et phyllum, feuille, en référence aux frondes de ces algues, couvertes de petites outres

## Liste d'espèces
Selon AlgaeBase (31 oct. 2012), Catalogue of Life (31 oct. 2012), NCBI (31 oct. 2012) et World Register of Marine Species (31 oct. 2012) :
- Ascophyllum nodosum (Linnaeus) Le Jolis, 1863 (espèce type)

Selon ITIS (31 oct. 2012) :
- Ascophyllum mackaii
- Ascophyllum nodosum Scorpiodes